# Sara Blicavs
Sara Kirsti Blicavs (Sunbury, 15 febbraio 1993) è una cestista australiana.
È la figlia di Andris Blicavs e Karen Ogden, entrambi cestisti.

## Carriera
Con l'Australia ha disputato i Giochi olimpici di Tokyo 2020, i Campionati mondiali del 2022, i Campionati oceaniani del 2015 e due edizioni dei Campionati asiatici (2017, 2019).